# 黃鈺渟
黃鈺渟 (珍姐)，香港人。

為香港影視化妝師、特技化妝師，從事化妝行業三十年，參與過無數的影視化妝工作，當中包括香港電影、電視劇、廣告、平面廣告、歌劇以及荷里活電影，除影視化妝外，也有很多特技化妝、特殊效果的作品。

曾加入邵氏電影公司任職影視化妝師，其後更跟隨荷里活特技化妝師到國外學習特技化妝，回港後全身投入影視化妝及特技化妝行業至今，曾代表香港出席韓國電影節等活動，除了參與電影及廣告的化妝、特殊化妝工作外，更涉獵電影導演工作，擔任副導演，創立星星電影工作室。

參與電影化妝工作多達二百部，合作演員包括:成龍、劉德華、鄭秀文、張國榮、曾志偉、譚詠麟、吳彥祖等，當中電影「瘦身男女」中，男女主角的肥胖造型最為人熟悉，而荷里活驚慄電影"Seventh Moon"的多個特殊化妝作品及特殊效果也是其作品之一。

## 履歷
1974年加入邵氏電影公司擔任化妝師。

1979年跟隨“Till Death Do We Scare”的特技化妝師Tom Savini到荷里活學習特技化妝。

1980年完全投入於影視化妝、特技化妝行業，參與多部電影、廣告、歌劇的特技化妝及特殊效果工作。

1998年接受有線電視訪問，內容談及香港特技化妝師的工作。

2007年代表香港特技化妝師應邀出席韓國釜山電影節，與日本及韓國特技化妝師交流，並即場示範和講解特技化妝技巧。

2012年擔任中國女子排球國家隊形象顧問，講解化妝的基本知識和注意事項。

同年，為北京清華大學一百週年電影擔任化妝師。

## 曾參與化妝之電影作品：
| 年份 | 片名     | 導演   | 演員   | 演員   | 職位 |
| ---- | -------- | ------ | ------ | ------ | ---- |
| 1981 | 花煞     | 黃志   | 余安安 | 萬梓良 | 化粧 |
|      | 何方神聖 | 曾志偉 | 曾志偉 | 劉家榮 | 化粧 |
|      | 追女仔   | 麥嘉   | 曾志偉 | 石天   | 化粧 |
| 1982 | 衝激21   | 陳存   | 化粧   | 例子   | 例子 |